# J'ai vu
Singles de Niagara
Baby Louis
(1989) 'Pendant que les champs brûlent'
(1991)
J'ai vu est une chanson du groupe Niagara, issue de leur album Religion et publiée comme premier extrait de l'album en single en 1990.

## Développement
Vers la fin des années 1980, Niagara mûrit en amorçant un style plus sombre et plus rock que les succès de leurs débuts, et marqué par leur déménagement de Rennes vers Paris, comprenant que le mouvement électro-pop ne durerait pas longtemps et qu'il fallait se renouveler afin de casser une image lisse . Le troisième album du groupe, Religion, confirme ce virage en faisant place à une musique pop-hard rock, en imposant un look cuir, en étant plus agressifs dans leur voix et leurs discours. J'ai vu en est le parfait exemple : riff de guitare rock démarrant le titre, suivi du chant plus rageur et agressif de Muriel Moreno,. Le texte est plus engagé que leurs précédents titres, parlant des conflits dans le monde.

## Accueil
J'ai vu entre au Top 50 à la 46e place à partir du 30 juin 1990 et peine à progresser au fil des semaines avant de signer une progression de onze places en sixième semaine. Il ne parvient pas à atteindre au-delà de la 32e place en août 1990, ce qui est le meilleur classement du single au Top. Il quitte le Top 50 pendant deux semaines avant de revenir pendant trois semaines, puis de le quitter à nouveau début octobre 1990.
La chanson est censurée pendant la guerre du Golfe en 1991 : elle est interdite de radio, ses textes prenant une signification angoissante durant le conflit. Un autre extrait de Religion, Pendant que les champs brûlent, est également censuré pour les mêmes motifs.
Le clip de J’ai vu, qui montre des images de conflits plus violentes que celles diffusées à la télévision durant la guerre en Irak, est un temps interdit d’antenne. En fait la chanson n’a pas de rapport avec les événements du moment, abordant le thème général de la guerre et de ses conséquences sur les populations civiles. Seul un concours de circonstances a mis la chanson de Niagara en rapport avec l’actualité.

## Classement
| Classement (1990) | Meilleure place |
| ----------------- | --------------- |
| France (SNEP)     | 32              |